# Enrique Estrada Bello
Enrique Estrada Bello (11 de octubre de 1887, Ciudad de Santa Fe, Santa Fe, Argentina - 13 de diciembre de 1964, Ciudad de Santa Fe, Argentina) fue un pintor y grabador argentino. Fue colaborador como dibujante en revistas y diarios y se dedicó a la docencia secundaria en su especialidad.
Fue fundador y presidente de la Sociedad de Artistas Plásticos Santafesinos y, por iniciativa de esa asociación, la Municipalidad de Santa Fe impuso su nombre a una plazoleta. En la ciudad de Santa Tomé se creó el Museo Municipal de Artes y Artesanías que ostenta su nombre.

## Biografía
Se recibió de profesor de dibujo en 1915, en la Academia de Bellas Artes del español José María Reinares, donde se aplicaban los programas de la Academia de Bellas Artes de Buenos Aires. Además, ejerció la docencia en el Colegio Nacional y en la Escuela Normal Gral. San Martín, y también trabajó como ilustrador y comentarista gráfico en el diario Nueva Época. 
Más tarde, volcaría su trabajo hacia la pintura, empezandó a representar hechos cotidianos de la vida santafesina. Concurría asiduamente a certámenes nacionales y provinciales en dibujo, pintura y grabado, habiendo obtenido en varias oportunidades diversos premios.
En 1963 fue designado Director del Museo Provincial Rosa Galisteo de Rodríguez, ejerciendo el cargo hasta su muerte en 1964.

## Obras
- La muchacha de la alfombra
- Rosa Galisteo
- Manaco (1940)
- El Negro Arigós (1940)
- Mujer obrera (1943)
- Flor de Cardo (1946)
- Dos hermanas (1947)
- Candomberos santafesinos (1947)

## Premios
- Medalla de Oro en la "Exposición del Litoral" (Paraná, 1935)
- Primer premio en el Museo Municipal "Sor Josefa Díaz y Clucellas" (1942)
- Premios en los Salones Anuales del Museo Provincial "Rosa Galisteo de Rodríguez": Premio "Carlos Sarsotti"(1946), Premio "Gobernación de la Provincia de Santa Fe" (1948), Premio Ministerio de Educación, Justicia y Culto (1949), Premio Josefa Díaz y Clucellas (1951), Premio de Honor del Gobierno de la Provincia (1955)
- Premios en el Salón Nacional de Bellas Artes: Segundo Premio de la Comisión Nacional de Cultura (1947), Tercer Premio Nacional (1948). Figuró en dos obras en la "Exposición de la Pintura y la Escultura de este Siglo" en el Museo Nacional de Bellas Artes (1952)
- Premios en los Salones de Rosario, Córdoba, Catamarca y Concordia (Entre Ríos)